# رافائل آمترانو
رافائل آمترانو (انگلیسی: Raffaele Ametrano؛ زادهٔ ۱۵ فوریهٔ ۱۹۷۳) بازیکن فوتبال اهل ایتالیا است.
از باشگاه‌هایی که در آن بازی کرده‌است می‌توان به باشگاه فوتبال هلاس ورونا، باشگاه فوتبال مسینا، باشگاه فوتبال یوونتوس، باشگاه فوتبال سالرنیتانا، باشگاه فوتبال اودینزه، باشگاه فوتبال کالیاری، باشگاه فوتبال کروتونه، باشگاه فوتبال یووه استابیا، باشگاه فوتبال امپولی، باشگاه فوتبال جنوآ، باشگاه فوتبال آولینو، و باشگاه فوتبال ناپولی اشاره کرد.